# Nattvarden
För andra betydelser, se Nattvarden (olika betydelser).
Nattvarden (italienska: Il Cenacolo eller L'Ultima Cena) är en muralmålning av Leonardo da Vinci, utförd cirka 1495–1498 i klostret Santa Maria delle Grazie i Milano. Beställare var mecenaterna greve Ludovico Sforza och grevinnan Beatrice d'Este. Motivet är Jesu sista måltid som den beskrivs i Johannesevangeliet, då han instiftade nattvarden. Verket brukar betraktas som ett av de första som skapades i enlighet med högrenässansmåleriets ideal.

## Måleriteknik
Muralmålningen är skapad på torr puts, det vill säga al secco vilket tillät Leonardo att arbeta över hela kompositionen samtidigt istället för att tvingas avsluta en del av väggen åt gången, vilket är nödvändigt när man uppför en freskmålning på våt puts, det vill säga al fresco. Utöver detta experimenterade han med ett slags oljetempera. Olyckligtvis visade sig den nya tekniken inte vara hållbar och målningen visade tecken på förfall redan under Leonardos livstid.
År 1999 restaurerades Nattvarden till en kostnad av 40 miljoner kronor.

## Komposition
Kompositionen följer ett antal skisser som Leonardo utförde i Florens en kort tid innan han påbörjade Nattvarden. Gestalterna i målningen är insatta i ett bildrum som utvidgar det faktiska klosterrummet, refektoriet, där den är målad. Istället för att återge lärjungarna i en odifferentierad rad, vilket ofta varit brukligt i liknande avbildningar, samlade han dem i grupper om tre och åstadkom ett nätverk av formella och känslomässiga kontakter, som binder varje gestalt till sina grannar och till Kristus i mitten.
Genom att välja det ödesmättade ögonblick i evangelieberättelserna då lärjungarna frågar Kristus vem av dem, som skulle förråda honom – Det är väl inte jag, Herre? – kunde Leonardo skildra var och en som en individ, som reagerar på sitt särskilda och psykologiskt avslöjande sätt. Till skillnad från andra tidigare 1400-talsmålningar på samma tema har han rensat bilden, inte bara från många vidlyftiga detaljer, utan även från symboler och inskriptioner, som brukade användas för att identifiera de olika personerna. Exempelvis saknar de glorior för att ange deras helighet, även om Kristi gudomliga nimbus antyds av det naturliga ljuset från fönstret, som inramar hans huvud, medan Judas huvud befinner sig i skugga.
Lärjungarna är från vänster till höger:
- Bartolomaios, Jakob och Andreas som bildar en grupp på tre vilka alla är förvånade.
- Judas Iskariot, Petrus och Johannes bildar en andra grupp på tre. Judas bär en klädnad i blått och grönt och befinner sig i skugga. I handen håller han hårt en liten läderpung. Petrus ser upprörd ut och håller en kniv riktad bort från Jesus. Den yngste aposteln, Johannes, är den i gruppen som sitter närmast Jesus.
- Tomas, Jakob och Filippos är nästa grupp om tre. Tomas är upprörd, Jakob ser chockad ut med armen upp i luften medan Filippos verkar kräva en förklaring.
- Matteus, Judas Taddeus och Simon Ivraren är den sista gruppen om tre. Både Judas Taddeus och Matteus är vända mot Simon.

Denna ordning på lärjungarna fann man på 1800-talet nedskriven i ett manuskript av Leonardo.

## Da Vinci-koden
I Dan Browns fiktiva roman Da Vinci-koden (2003) spelar muralmålningen Nattvarden en viktig roll. Bland annat menar Brown i boken att lärjungen som sitter till vänster om Jesus inte är Johannes utan Maria Magdalena. Denna idé hämtade Brown från den pseudohistoriska boken The Templar Revelation (1997). Han skrev också att det är med en hand med en dolk och att den handen inte hör till någon person; det syns mellan Judas och Petrus.

## Repliker, parafraser och parodier

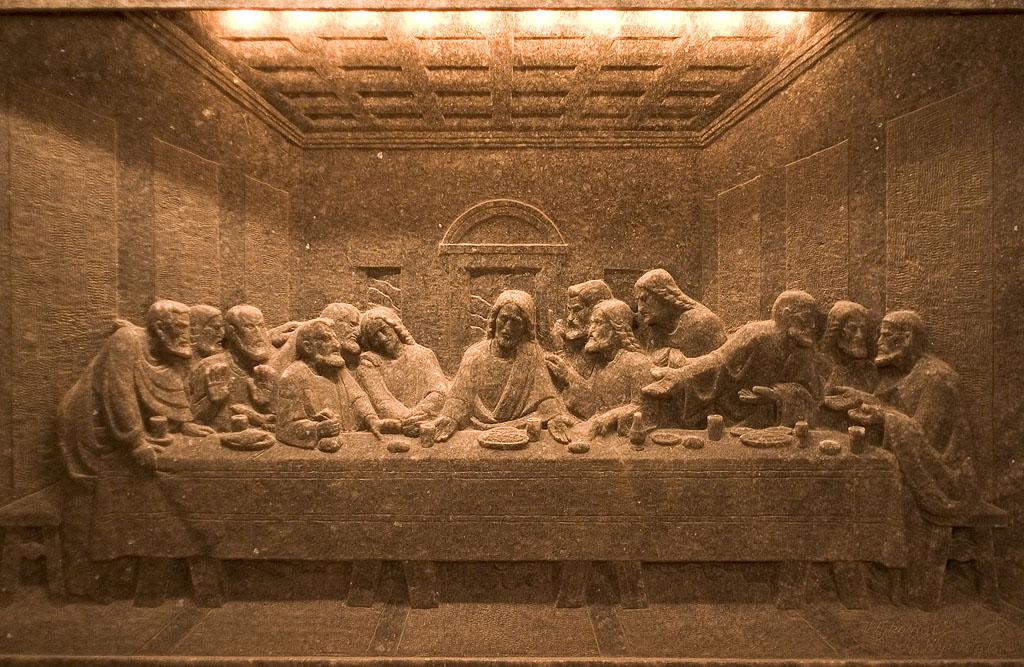
En relief av Nattvarden skulpterad i salt i saltgruvan i Wieliczka i Polen.

En replik av Nattvarden, målad med olja på duk, från 1500-talet finns bevarad i klostret i Tongerloo i närheten av Antwerpen i Belgien. Denna målning uppvisar många detaljer som inte längre är synliga på originalet. Konstnären Giacomo Raffaelli gjorde en replik, i naturlig storlek, i mosaik (1809–1814) i Minoritenkirche i Wien.
Verket har ofta parafraserats. Exempelvis skapade fotografen Mary Beth Edelson 1971 verket "Some Living American Women Artists/Last Supper" där Georgia O'Keeffe sitter centralt på samma plats som Jesus. 
I Önsta Gryta kyrka i Önsta församling i Västerås har barn och ungdomar i församlingen byggt en av världens största pärlplattor med Nattvarden som förlaga. Den består av 450 000 pärlor.
Parodier på målningen förekommer i ett antal filmer. Exempelvis i Luis Buñuels Viridiana (1961), Pier Paolo Pasolinis Mamma Roma (1962), Robert Altmans MASH (1970), Jesus Christ Superstar (1973), Mel Brooks Det våras för världshistorien del 1 (1981) och i Hany Abu-Assads Paradise Now (2005).
I Turtlesavsnittet "Artless" från 1987 års serie, är målningen ett av flera renässanskonstverk som blir stulna av utomjordingar.
Parafraser och parodier på målningen har också använts i många reklamsammanhang, bland annat av ICA vid påsk 2014. Reklamen anmäldes till Reklamombudsmannen som skulle utreda om reklamen bröt mot den internationella handelskammarens regler och på något sätt brast i sitt sociala ansvar. Ett i Sverige uppmärksammat fall var när hamburgerkedjan Clock under sommaren 1995 använde målningen vilket fick Konstakademien att åberopa Klassikerskyddet i den svenska upphovsrättslagen rörande kränkning av "den andliga odlingens intressen".